# Château de Sauvan
Le château de Sauvan appelé aussi parfois  le « Petit Trianon de Provence » est situé sur le territoire de la commune française de Mane, dans le département des Alpes-de-Haute-Provence, en région Provence-Alpes-Côte d'Azur. L'édifice est totalement protégé au titre des monuments historiques.

## Localisation
Le château est situé sur la commune de Mane, près de Forcalquier, dans le département français des Alpes-de-Haute-Provence.

## Historique

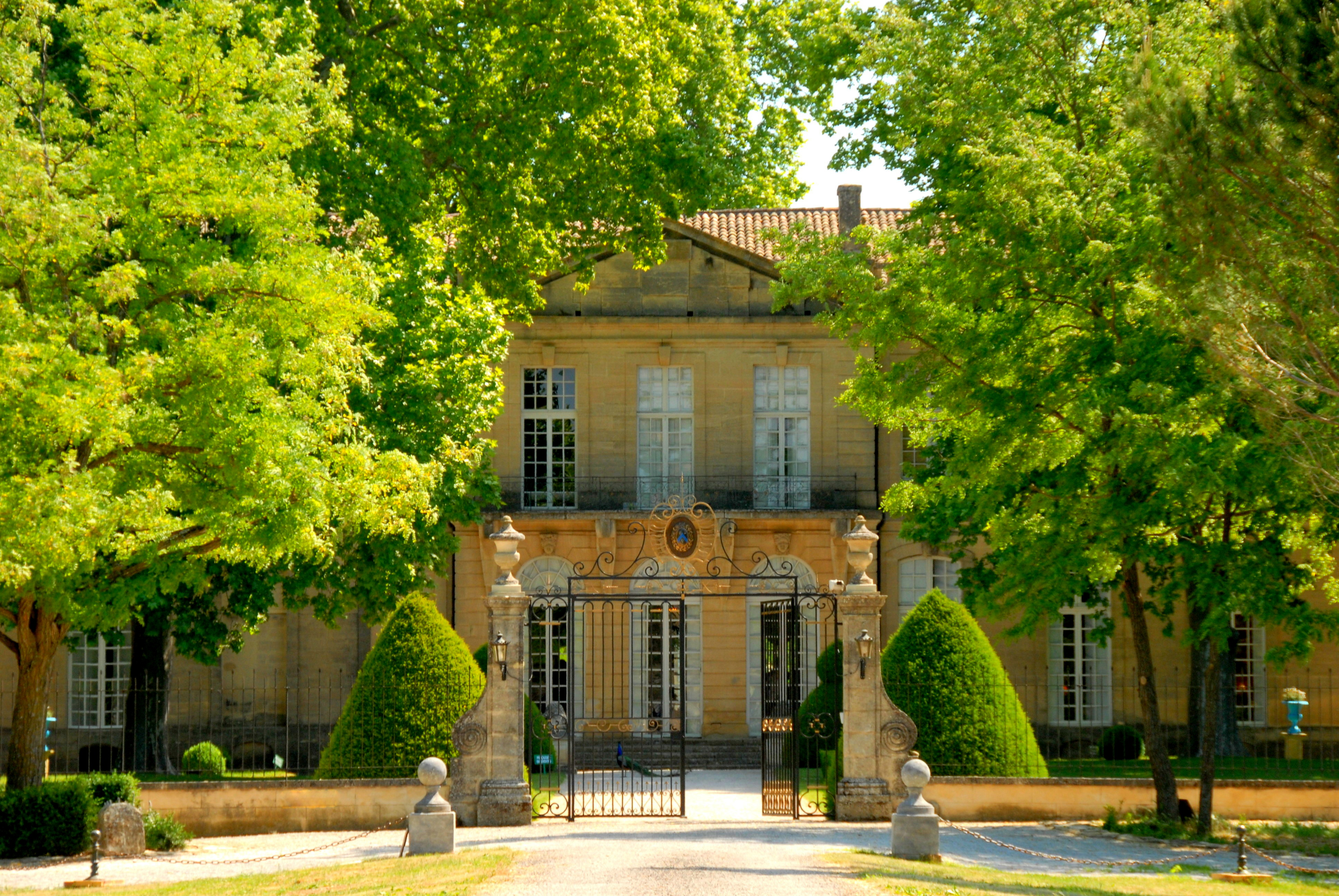
La façade d'arrivée du château et sa grille d'entrée.

Le château de Sauvan doit sa construction (1719-1720) à Joseph Palamède de Forbin-Janson et ses plans à Jean-Baptiste Franque, architecte avignonnais.
Les Forbin, enrichis dans le commerce à Marseille, ont illustré l'histoire de la Provence. Plusieurs membres de cette famille se sont distingués au service du royaume et de l'Église. Cette famille a laissé un patrimoine considérable en Provence, et notamment les célèbres châteaux de La Barben et de La Verdière, de Sauvan, de La Fare, des Issarts et de Solliès.
Joseph Palamède de Forbin-Janson (1663-1728) appartenait à la branche principale des Forbin : les Janson, marquis depuis 1626.
Après Joseph Palamède de Forbin-Janson le château a appartenu à Michel (1700-v. 1777), Joseph (1726-1806), Michel-Palamède (1746-1832) et Charles de Forbin-Janson (1783-1849).
La Révolution n'occasionna pas de gros dégâts sur le site si ce n'est le fronton de la façade principale qui fut martelé.
Le château fut vendu en 1810 par Charles Théodore Palamède de Forbin-Janson à l'abbé Henri-Anne Solliers. Le château passa ensuite à sa nièce, Marie-Rose Chambaud de Cochet, épouse en 1902 du comte Paul Servan de Bezaure.
Enfin le château a été racheté en 1981 par deux frères antiquaires, Jean-Claude et Robert Allibert, alors qu'il était presque en ruine. Ils ont effectué un remarquable travail de restauration et l'ont entièrement remeublé, en retrouvant une partie du mobilier d'origine.

## Description

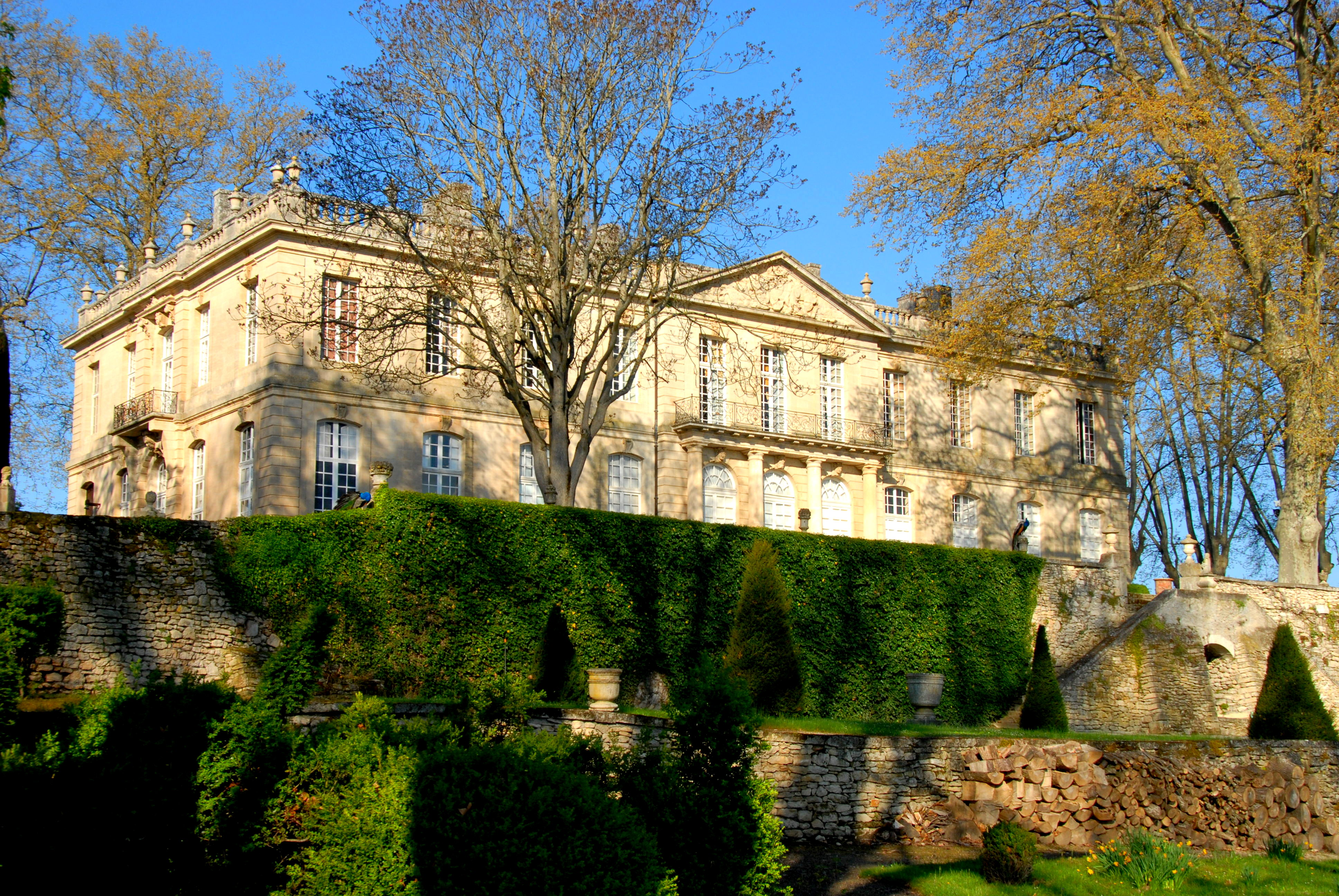
La façade d'honneur du château vue des jardins.

Propriété privée, ouvert régulièrement à la visite, le château est un bâtiment rectangulaire à un étage. Un corps central fait une avancée sur sa façade, avec un balcon soutenu par quatre colonnes et un fronton triangulaire. Son toit est caché par une balustrade.

## Protection
Au titre des monuments historiques :
- les façades et toitures ainsi que la cage d'escalier sont classées par arrêté du 29 avril 1957 ;
- le château et ses dépendances en totalité, ainsi que le parc en totalité comprenant les terrasses, les murs de soutènement, les statues, les portails, les bassins, les fontaines, tout le système hydraulique et tous les autres éléments qui constituent le parc, y compris les parcelles qui entrent dans la composition d'origine notamment le potager et le fruitier sont inscrits par arrêté du 30 juillet 2003.

Le parc a reçu le label « Jardin remarquable » en 2005.

## Le château dans les arts et la culture
Pierre Magnan a romancé l'histoire du château dans  Chronique d'un château hanté (Denoël, 2008).
En 1988, Georges Lautner a tourné à Sauvan La Maison assassinée avec Patrick Bruel et Anne Brochet, d'après le roman de Pierre Magnan.